# Prophecy (manga)
Pour les articles homonymes, voir Prophecy.
Prophecy (予告犯, Yokokuhan) est un manga de Tetsuya Tsutsui, réalisé en collaboration avec les éditions Ki-oon. Il est prépublié entre juillet 2011 et août 2013 dans le magazine Jump Kai de l'éditeur Shūeisha et est compilé en un total de trois tomes. La version française est éditée par Ki-oon depuis juin 2012.
Une série dérivée intitulée Prophecy the Copycat, dessinée par Fumio Obata, est publiée entre avril 2014 et juillet 2015 et comporte trois tomes. La version française est publiée par Ki-oon entre septembre 2016 et mars 2017.
Une adaptation en film live réalisée par Yoshihiro Nakamura est sortie en juin 2015.

## Synopsis
Paperboy, un internaute anonyme affublé d'un masque découpé dans du papier journal, annonce des « prophéties » qui doivent s'accomplir le lendemain. Il s'agit systématiquement de punir des personnes coupables de divers délits ou humiliations à l'encontre de personnes fragiles et pauvres. Les geeks et autres otaku en font rapidement leur héros, tandis que la brigade de cybercriminalité tente de l'identifier et de l'appréhender.

## Personnages
Paperboy (新聞男)
Personnage au visage masqué par des pages de journaux pour dissimuler son identité et prouver que les vidéos envoyées par le personnage sont tournées le jour-même, grâce à leur couverture et date de parution.
Erika Yoshino (吉野絵里香, Yoshino Erika)
Une jeune femme de 26 ans, chef du département cybercriminalité japonais. Elle enquête sur l'affaire Paperboy assistée de Manabu Ichikawa et Daiki Okamoto.

## Analyse de l'œuvre

### Réception et critique
En France, le manga est la nouveauté la plus vendue de 2012. Le tome 2 s'est également classé à la troisième place des meilleures ventes en janvier 2013. Le manga est noté 16 / 20 sur Manga-News et 7,5 / 10 sur Manga Sanctuary.

### Thèmes abordés
L'auteur utilise ses thèmes de prédilection : les nouvelles technologies, et notamment ici les réseaux sociaux, car Internet est pour lui un outil très familier.

## Manga

### Fiche technique
- Édition japonaise : Shūeisha
  - Nombre de volumes sortis : 3 (terminé)
  - Date de première publication : avril 2012
  - Prépublication : Jump Kai, juillet 2011[7] - août 2013[8]

- Édition française : Ki-oon[9]
  - Nombre de volumes sortis : 3 (terminé)
  - Date de première publication : juin 2012[10]
  - Réédition (coffret collector 3 volumes) : 27 novembre 2014[11]
  - Format : 130 mm × 180 mm

### Liste des chapitres
| no                                     | Japonais          | Japonais          | Français         | Français          |
| no                                     | Date de sortie    | ISBN              | Date de sortie   | ISBN              |
| -------------------------------------- | ----------------- | ----------------- | ---------------- | ----------------- |
| 1                                      | 10 avril 2012     | 978-4-08-879310-8 | 28 juin 2012     | 978-2-35592-405-7 |
| Liste des chapitres : Dossiers 1 à 7   |                   |                   |                  |                   |
| 2                                      | 10 décembre 2012  | 978-4-08-879495-2 | 10 janvier 2013  | 978-2-35592-469-9 |
| Liste des chapitres : Dossiers 8 à 14  |                   |                   |                  |                   |
| 3                                      | 10 septembre 2013 | 978-4-08-879680-2 | 12 décembre 2013 | 978-2-35592-605-1 |
| Liste des chapitres : Dossiers 15 à 22 |                   |                   |                  |                   |

## Film en prise de vues réelles
L'adaptation en prise de vues réelles est annoncée en avril 2014. Le film est réalisé par Yoshihiro Nakamura et scénarisé par Tamio Hayashi. La distribution comprend Tōma Ikuta (Paperboy), Erika Toda (Erika Yoshino), Gaku Hamada (Nobita), Ryōhei Suzuki (Kansai), Yoshiyoshi Arakawa (Metabo) et Kōhei Fukuyama (Hyoro),.
Le long métrage sort le 6 juin 2015 dans les salles japonaises.
En France, le film sort directement en vidéo le 8 septembre 2016 : le long métrage est uniquement disponible via l'édition collector du premier tome du manga Prophecy the Copycat, lequel est dérivé de la trilogie originale. Edité par Ki-oon, le coffret est présenté en avant-première à la Japan Expo, le 7 juillet 2016.

## Séries dérivées
Un manga dérivé intitulé Prophecy the Copycat et dessiné par Fumio Obata a débuté en avril 2014 dans le magazine Jump Kai. La série est transférée dans le magazine Young Jump en mars 2015 après la fin de parution du Jump Kai en octobre 2014,. Le premier volume est commercialisé le 17 avril 2015 et la série compte un total de trois tomes. La version française est publiée par Ki-oon à partir de septembre 2016.
Un roman intitulé Yokokuhan: The Chaser est publié par Shūeisha le 19 mai 2015.

### Édition japonaise
Shūeisha
1. 1 2  (ja) « Tome 1 »
2. 1 2  (ja) « Tome 2 »
3. 1 2  (ja) « Tome 3 »

### Édition française
Ki-oon
1. 1 2  « Tome 1 »
2. 1 2  « Tome 2 »
3. 1 2  « Tome 3 »